# 蘇聯占領烏克蘭
蘇聯占領烏克蘭是指1917年至1991年间，俄罗斯帝国君主制被推翻、烏克蘭人民共和國在苏乌战争中被蘇俄滅國后，烏克蘭領土在军事、政治和文化上被苏联和俄罗斯苏维埃联邦社会主义共和国控制的过程。蘇聯在烏克蘭領土上建立了三個蘇維埃布尔什维克傀儡政權，分別爲乌克兰苏维埃人民共和国、乌克兰苏维埃社会主义共和国和加利西亚苏维埃社会主义共和国，並在占領期間對烏克蘭實施赤色恐怖、製造三次饑荒、镇压、驱逐、處決文藝復興、全面俄化等一系列針對烏克蘭人的政策。1939年蘇聯與納粹德國簽訂《德蘇互不侵犯條約》后，兩國入侵波蘭，其後蘇聯吞并了西烏克蘭。1941年6月22日，纳粹德国进攻苏联，占领了烏克蘭全境，後來在同年7月17日於乌克兰领土上建立“烏克蘭專員轄區”。蘇聯紅軍後來在1943年至1944年的反攻中收复了乌克兰，蘇聯再次控制烏克蘭全境。直至1991年8月乌克兰在蘇聯解體之際通过《乌克兰独立宣言》後，烏克蘭才擺脫蘇聯的控制恢复独立。
1992年，烏克蘭人民共和國流亡政府最后一任總統米科拉·普拉夫尤克将权力移交给乌克兰首任總統列昂尼德·克拉夫丘克，强调乌克兰是从烏克蘭人民共和國继承的。